# Lepanthes telipogoniflora
Lepanthes telipogoniflora là một loài thực vật có hoa trong họ Lan. Loài này được Schuit. & A.de Wilde mô tả khoa học đầu tiên năm 1996.